# Championnat des Tuvalu de football 2011
Navigation
Saison précédente Saison suivante
La saison 2011 du Championnat des Tuvalu de football est la onzième édition du championnat de première division aux Tuvalu. Les sept meilleurs clubs du pays sont regroupés au sein d'une poule unique, où ils s'affrontent une fois au cours de la saison. Il n’y a ni promotion, ni relégation en fin de saison.
C'est le Nauti FC, tenant du titre, qui est à nouveau sacré champion des Tuvalu cette saison, avec trois points d’avance sur le FC Tofaga. C'est le sixième titre de champion des Tuvalu de l’histoire du club.

## Les clubs participants
- Nauti FC
- FC Tofaga A
- FC Tofaga B
- Lakena United A
- Lakena United B
- FC Manu Laeva
- Tamanuku

## Compétition

### Classement
Le barème utilisé pour établir le classement est le suivant :
- Victoire : 3 points
- Match nul : 1 point
- Défaite : 0 point

| Rang | Équipe          | Pts | J | G | N | P | Bp | Bc | Diff |
| ---- | --------------- | --- | - | - | - | - | -- | -- | ---- |
| 1    | Nauti FCT       | 13  | 6 | 4 | 1 | 1 | 12 | 6  | +6   |
| 2    | FC Tofaga A     | 10  | 6 | 2 | 4 | 0 | 12 | 9  | +3   |
| 3    | Lakena United B | 9   | 6 | 2 | 3 | 1 | 14 | 9  | +5   |
| 4    | FC Tofaga B     | 8   | 6 | 2 | 2 | 2 | 10 | 10 | 0    |
| 5    | Lakena United A | 8   | 6 | 1 | 3 | 2 | 7  | 10 | -3   |
| 6    | Tamanuku        | 7   | 6 | 1 | 2 | 3 | 10 | 16 | -6   |
| 7    | FC Manu Laeva   | 5   | 6 | 1 | 1 | 4 | 8  | 12 | -4   |

|  | Champion            |
|  | T : Tenant du titre |

## Bilan de la saison
| Championnat des Tuvalu de football 2011 |                     |
| Champion                                | Nauti FC (6e titre) |
| Coupes et trophées                      |                     |
| Vainqueur de la Coupe des Tuvalu 2011   | FC Manu Laeva       |
| Qualifications continentales            |                     |
| Promotions et relégations               |                     |
| Promus en Round Cup                     | Aucun               |
| Relégués                                | Aucun               |